# Hà Vy (ca sĩ)
Hà Vy tên đầy đủ là Nguyễn Hà Vy (sinh năm 1956 tại huyện Thủy Nguyên, thành phố Hải Phòng) là một nữ ca sĩ nhạc truyền thống việt nam và nghệ sĩ ngâm thơ nổi tiếng Việt Nam, đặc biệt trên sóng phát thanh và trong quân đội. Chị thuộc biên chế của đoàn Bộ đội biên phòng và được phong tặng danh hiệu Nghệ sĩ nhân dân (2024). Hiện chị định cư cùng gia đình tại Hà Nội